# Polissoir (manucure)
Pour les articles homonymes, voir Polissoir.
En manucure, un polissoir est un accessoire cosmétique destiné à polir la surface des ongles. Longtemps fabriqué en peau de chamois et utilisé avec une pâte à polir à base de poudre de perles, il est désormais le plus souvent composé de matériaux synthétiques. Ses deux ou quatre faces comportent toutes un grain différent, à employer successivement pour, en premier, éliminer les imperfections grossières avant de faire briller l’ongle.
Le polissage a pour effet d’affiner l’ongle en retirant les couches supérieures de kératine. Un usage trop intensif peut ainsi les rendre fragiles.